# 杜集区
杜集区是中國安徽省淮北市下辖的一个市辖区。位于安徽省淮北市东部，区域总面积为240平方公里。地处苏、鲁、豫、皖四省交界，有“飞地”段园镇距离江苏省徐州市南三环仅3公里。區人民政府駐博山路6號。

## 历史沿革
原属萧县，1961年6月，濉溪市郊区成立，杜集公社属其管辖。1964年，市郊区撤销。1971年，濉溪市改为淮北市，市郊区恢复。1980年3月，以矿区的7个街道办事处成立杜集区。1984年3月，市郊区撤销，淮北矿务局管辖的9个公社和杜集乡一同划归杜集区管辖。

## 行政区划
杜集区下辖2个街道办事处、3个镇：
高岳街道、矿山集街道、朔里镇、石台镇、段园镇和淮北杜集经济开发区。

## 人口
根據第七次人口普查數據，截至2020年11月1日零時，杜集區常住人口為239692人。

## 人物
刘开渠：著名雕塑大师。

## 特产
段园葡萄：中国地理标志产品。